# Nadia (film)
Pour les articles homonymes, voir Nadia.
Pour plus de détails, voir Fiche technique et Distribution.
Nadia ou Fiancée à la Carte au Québec (Birthday Girl) est un film anglo-américain réalisé par Jez Butterworth, sorti en 2001.

## Synopsis
John Buckingham, employé de banque et préposé à l'ouverture de la salle des coffres, fait venir par l'intermédiaire d'une agence Internet une "fiancée" russe, Nadia. Il se rend compte que contrairement à ce qu'elle indiquait, elle ne parle pas un mot d'anglais, il pense la renvoyer, mais Nadia fait preuve d'une grande gentillesse, de plus elle découvre les penchants sado-masochistes de John et accepte d'y jouer avec lui. Alors qu'ils fêtent l’anniversaire de la jeune femme, deux hommes qu'elle présente comme son cousin Yuri et son ami Alexei font irruption dans la maison de John et s'y incrustent. Après qu'Alexei se soit mal conduits avec Nadia, John demande aux deux hommes de déguerpir dès le lendemain matin. 
Mais Alexei réagit en prenant Nadia en otage et en exigeant une rançon de John. Celui-ci se sert alors dans le coffre de la banque. Il se rend compte ensuite qu'il a été victime d'une arnaque. Nadia, Yuri et Alexei sont en réalité des escrocs. Alexei est en fait le petit ami de Nadia.
John apprend que le trio a réalisé la même escroquerie en Suisse, en Allemagne et ailleurs. Ligoté, il parvient à se libérer et apprend rapidement que Nadia vient d'être abandonnée par Alexei après qu'il a découvert qu'elle était enceinte. John se rend à la police avec Nadia mais y renonce au dernier moment. Il la conduit à l'aéroport afin qu'elle puisse regagner Moscou et la laisse. Mais Alexei retrouve sa trace à temps et la ligote dans un motel. John parvient non sans mal à la libérer et vole les papiers d'identité d'Alexei. Il se fait passer pour lui à l’aéroport et s'enfuit avec Nadia en Russie.

## Fiche technique
- Titre original : Birthday Girl
- Réalisation : Jez Butterworth
- Scénario : Tom Butterworth et Jez Butterworth
- Photographie : Oliver Stapleton
- Montage : Christopher Tellefsen
- Production : Steve Butterworth
- Distribution :  France : TFM Distribution
- Durée : 93 minutes
- Dates de sortie : 
  -  Italie : 6 septembre 2001 (Festival de Venise)
  -  Canada : 14 septembre 2001 (Festival international du film de Toronto)
  -  Royaume-Uni : 21 novembre 2001 (Festival du film de Londres)
  -  États-Unis : Janvier 2002 (Festival du film de Sundance)
  -  États-Unis : 1er février 2002
  -  Belgique : 15 mai 2002
  -  Royaume-Uni : 28 juin 2002
  -  France : 6 août 2003

## Distribution
- Nicole Kidman (VF : Danièle Douet ; VQ : Nathalie Coupal) : Sophia, alias Nadia
- Ben Chaplin (VF : Jean-Pierre Michaël ; VQ : Pierre Auger) : John
- Vincent Cassel : Alexei
- Mathieu Kassovitz (VF : Laurent Natrella ; VQ : François Trudel) : Yuri

## Source et compléments
- Film Wikia sous GFDL